# Nova Soure
Nova Soure est une municipalité brésilienne de l'État de Bahia et la microrégion de Ribeira do Pombal.